# جوزو شيودا
جوزو شيودا (Gozo shioda). (عاش بين 9 سبتمبر 1915 - 1994). مؤسس أيكيدو يوشينكان،في عام 1933 عندما كان عمره 18 سنة، تدرب إلى دوجو موريهيه أويشيبا.
شيودا ضُمّ تحث أويشيبا معلم عندما كان في الخمسينات من عمره.
في عام 1941، خلال الحرب العالمية الثانية، كان يعيش في تايوان، بورنيو، سولاويسي، بعد الحرب بفترة وجيزة، غادر دوجو موريهيه أويشيبا و بدأت مهمة موريهيه أويشيبا في نشر آيكيدو عبر جميع أنحاء اليابان. اتصلت به مجموعة من الشخصيات؛ لكي تؤسس جمعية يوشينكان و يوشينكان بودو. اسم يوشينكان جوزو شيودا الذي كان هو نفسه دوجو من الاسم يأتي من والد جوزو شيودا الذي كان هو نفسه دوجو من هذا الاسم.. منذ عام 1954، كان جوزو شيودا مدرب كبير لقوات الشرطة في طوكيو للقوات الجوية في الدفاع عن النفس اليابانية، والشركة الوطنية للسكك الحديدية في اليابان، وجامعة ميجي غاكوين، الخ ...
يعتبر أسلوبه "شديد"، و يركز على ( atemis). أيكيدو يوشينكان، من خلال نهجه العقلاني الواضح، يساعد على الفهم الأفضل، و يعمل و يستخرج أساسيات الآيكيدو. التركيز دائما على أرض الواقع. "إن القوة الحقيقية هي حق ولكن العقل المرن وهيئة خفيفة من ممارسة صارمة. "جوزو شيودا.

## وصلات داخلية
- Gozo Shioda — Wikipédia
- جوزو شيودا

## روابط خارجية
- aikido journal